# Kaspiczan (wieś)
Kaspiczan (bułg. Каспичан ) – wieś w Bułgarii, w obwodzie Szumen, w gminie Kaspiczan. W 2024 roku liczyła 1673 mieszkańców.